# Kiss on My List
Kiss on My List est une chanson écrite par Janna Allen et Daryl Hall et interprétée par le duo Hall & Oates. Troisième extrait de l'album Voices, paru en 1980, à être publié en single, le titre s'est classé à la première place du Billboard Hot 100 durant trois semaines.

## Classement
| Chart (1981)                                 | Position |
| -------------------------------------------- | -------- |
| U.S. Billboard Hot 100                       | 1        |
| U.S. Billboard Hot Adult Contemporary Tracks | 16       |
| Canadian Singles Chart                       | 7        |
| New Zealand Singles Chart                    | 33       |
| UK Singles Chart                             | 33       |